# Chính phủ Đoàn kết dân tộc Myanmar
Chính phủ Đoàn kết dân tộc Cộng hòa Liên bang Myanmar (tiếng Miến Điện: အမျိုးသားညီညွတ်ရေး အစိုးရ; viết tắt là CPĐKDT) là một chính phủ lưu vong do Ủy ban đại diện Quốc hội Liên bang thành lập, một tổ chức lưu vong gồm những nghị sĩ bị phế truất trong cuộc đảo chính Myanmar 2021. CPĐKDT gồm các đại diện của Liên minh Quốc gia vì Dân chủ (đảng cầm quyền bị lật đổ của nguyên Cố vấn nhà nước Myanmar Aung San Suu Kyi), các tổ chức vũ trang dân tộc và các đảng nhỏ. CPĐKDT được Nghị viện châu Âu công nhận là chính phủ hợp pháp của Myanmar.
Hội đồng Hành chính Nhà nước—chính phủ quân quản của Myanmar—tuyên bố CPĐKDT là bất hợp pháp và là một tổ chức khủng bố. CPĐKDT cũng chỉ định Tatmadaw và các tổ chức trực thuộc là tổ chức khủng bố theo Điều 3 Luật Phòng, chống khủng bố của Myanmar.
CPĐKDT tuyên bố thành lập Quân phòng vệ nhân dân vào tháng 5 năm 2021 và phát động "chiến tranh phòng ngự", cách mạng toàn quốc chống lại chính phủ quân quản vào tháng 9. Tính đến tháng 9 năm 2021, CPĐKDT có văn phòng đại diện tại Hoa Kỳ, Anh Quốc, Na Uy, Pháp, Séc, Úc và Hàn Quốc. Ngày 1 tháng 2 năm 2022, Bộ Ngoại giao CPĐKDT cử Saw Ba Hla Thein làm đại diện đầu tiên tại Nhật Bản.
Mặc dù được mô tả là một chính phủ lưu vong, nhưng CPĐKDT không tuyên bố một thủ đô lâm thời ở nước ngoài hoặc một địa điểm khác tại Myanmmar mà tiến hành các hoạt động từ xa và bí mật trong nước.

## Lịch sử
Sau cuộc đảo chính ngày 1 tháng 2 năm 2021, Ủy ban đại diện Quốc hội Liên bang được các nghị sĩ Quốc hội Liên bang bị phế truất của Liên minh Quốc gia vì Dân chủ thành lập. Ủy ban tuyên bố là cơ quan lập pháp hợp pháp của Myanmar. Ngày 16 tháng 4, Ủy ban thành lập CPĐKDT, gồm các thành viên Liên minh Quốc gia vì Dân chủ, những đảng khác và những chính khách độc lập.
CPĐKDT ngay lập tức vận động quốc tế công nhận là chính phủ hợp pháp của Myanmar. Lwin Ko Latt, Bộ trưởng Nội vụ và Nhập cư được chỉ định, tuyên bố CPĐKDT sẽ sớm được một số quốc gia công nhận. Tổng liên đoàn Lao động Quốc tế kêu gọi quốc tế và Liên Hợp Quốc công nhận CPĐKDT. Nhóm Nghị sĩ ASEAN vì Nhân quyền, một nhóm các nghị sĩ ủng hộ nhân quyền trong các nước ASEAN, kêu gọi ASEAN mời CPĐKDT tham dự Hội nghị các nhà lãnh đạo ASEAN vào ngày 24 tháng 4.
Ngày 5 tháng 5 năm 2021, CPĐKDT tuyên bố thành lập Quân phòng vệ nhân dân để tiến hành cách mạng vũ trang chống lại chính phủ quân quản. Ngày 8 tháng 5, CPĐKDT tuyên bố Hội đồng Hành chính Nhà nước là một tổ chức khủng bố.
Ngày 7 tháng 9 năm 2021, CPĐKDT tuyên bố phát động "chiến tranh phòng ngự" chống lại chính phủ quân quản và kêu gọi nhân dân toàn quốc nổi dậy chống lại quân đội.
Ngày 6 tháng 10 năm 2021, Bộ trưởng Ngoại giao Malaysia Saifuddin Abdullah cảnh báo quân đội Myanmar rằng họ sẵn sàng tiến hành đàm phán chính thức với CPĐKDT nếu quân đội không tuân thủ Đồng thuận 5 điểm của ASEAN. Ngày 24 tháng 10, Bộ Ngoại giao CPĐKDT cử Bo Hla Tint, người từng là bộ trưởng trong Chính phủ Liên hiệp toàn quốc, làm đại sứ tại ASEAN.
Ngày 7 tháng 9 năm 2022, quyền tổng thống CPĐKDT Duwa Lashi La tuyên bố kiểm soát một nửa lãnh thổ Myanmar và cho biết Quân phòng vệ nhân dân đã thành lập hơn 300 tiểu đoàn, lực lượng phòng thủ tại 250 thị trấn và khoảng 1.500 chiến sĩ kháng chiến đã thiệt mạng kể từ cuộc đảo chính.
Ngày 13 tháng 2, CPĐKDT mở một văn phòng liên lạc chính thức tại Washington, D.C. để liên lạc với chính phủ Hoa Kỳ.
Tháng 9 năm 2024, think tank chính phủ Indian Council of World Affairs mời đại diện của CPĐKDT, Quân đội Arakan, Mặt trận Dân tộc Chin và Quân độc lập Kachin tham dự hội thảo vào tháng 11 về "Chủ nghĩa lập hiến và Chủ nghĩa liên bang".

## Quan hệ quốc tế
Tháng 4 năm 2021, Tổ chức Công nhân Xây dựng và Gỗ Quốc tế tuyên bố ủng hộ CPĐKDT và kêu gọi quốc tế công nhận CPĐKDT là chính phủ hợp pháp.
Trước thềm Đại hội đồng Liên hợp Quốc khóa 76, các công đoàn lao động toàn cầu lớn ra tuyên bố kêu gọi quốc tế công nhận CPĐKDT và chỉ cung cấp viện trợ nhân đạo  thông qua các kênh CPĐKDT. Một sự thỏa hiệp ngầm giữa Trung Quốc và Hoa Kỳ ngăn các đại diện quân đội Myanmar tham dự phiên họp Đại hội đồng và cho phép Kyaw Moe Tun tiếp tục làm Đại diện thường trực đương nhiệm của Myanmar đại diện CPĐKDT. Tính đến ngày 12 tháng 4 năm 2024, danh sách các nguyên thủ quốc gia, người đứng đầu chính phủ và bộ trưởng ngoại giao của các quốc gia thành viên  Liên Hợp Quốc vẫn liệt kê Win Myint là Tổng thống Myanmar và Aung San Suu Kyi là Bộ trưởng ngoại giao.
Ngày 5 tháng 10 năm 2021, Thượng viện Pháp nhất trí thông qua nghị quyết chính thức công nhận CPĐKDT là chính phủ hợp pháp của Myanmar. Ngày 7 tháng 10 năm 2021, Nghị viện châu Âu thông qua một nghị quyết công nhận Ủy ban đại diện Quốc hội Liên bang và CPĐKDT là đại diện hợp pháp duy nhất của Myanmar.
Kể từ khi ASEAN thông qua Đồng thuận 5 điểm về vấn đề Myanmar vào tháng 4 năm 2021, Hội đồng Hành chính Nhà nước đã không thực hiện cam kết của mình đối với kế hoạch hòa bình. Các quốc gia thành viên ASEAN, đặc biệt là Singapore, Malaysia và Indonesia, đã công khai bày tỏ sự không hài lòng với của Hội đồng Hành chính Nhà nước. Tháng 5 năm 2022, Bộ trưởng Ngoại giao Malaysia Saifuddin Abdullah kêu gọi các quốc gia thành viên ASEAN bắt đầu liên lạc không chính thức với CPĐKDT và bị Hội đồng Hành chính Nhà nước giao thiệp phản đối. Ngày 20 tháng 9 năm 2022, Malaysia trở thành quốc gia thành viên ASEAN đầu tiên công khai tiếp nhận đại diện của CPĐKDT.
Tháng 1 năm 2024, CPĐKDT công bố một báo cáo chính sách 10 điểm về Trung Quốc, mô tả Trung Quốc là "một quốc gia đặc biệt quan trọng, không chỉ vì mối quan hệ lịch sử chặt chẽ, sâu sắc giữa hai nước mà còn vì vị thế siêu cường toàn cầu của Trung Quốc" và cam kết ủng hộ Chính sách Một Trung Quốc, tăng cường quan hệ kinh tế. CPĐKDT cũng kêu gọi Trung Quốc ngừng bán vũ khí cho chính phủ quân quản.
Tháng 11 năm 2021 và tháng 12 năm 2023, Liên minh Nghị viện Thế giới xác nhận rằng Ủy ban đại diện Quốc hội Liên bang là đại diện hợp pháp của Myanmar và được tham gia Đại hội đồng IPU với tư cách là quan sát viên.

## Tài chính
Tháng 5 năm 2022, CPĐKDT thông báo đã huy động được 42 triệu đô la Mỹ từ các hoạt động gây quỹ, phần lớn doanh thu được dùng để mua vũ khí và hỗ trợ công chức đình công. Một số sáng kiến gây quỹ thành công bao gồm bán trái phiếu kho bạc, xổ số trực tuyến và bán đất đai, tài sản của quân đội. Hầu hết các nhà tài trợ CPĐKDT đều sống ở nước ngoài và một số thông tin cho thấy cộng đồng người Myanmar ở Singapore là nguồn tài trợ chính. CPĐKDT cũng khuyến khích các công ty và người nộp thuế có trụ sở tại Myanmar nộp thuế cho CPĐKDT thay vì chính phủ quân quản.
Tháng 5 năm 2022, CPĐKDT huy động được 10 triệu đô la từ việc bán ngôi nhà của Min Aung Hlaing tại Yangon trên đường Inya Lake. Tháng 10 năm 2022, CPĐKDT huy động được 9,3 triệu đô la Mỹ trong một cuộc đấu giá đất  bị quân đội chiếm giữ trái phép ở thị trấn Patheingyi của Mandalay. Tháng 1 năm 2023, CPĐKDT huy động được 10 triệu đô la trong vòng 18 giờ sau khi bán trước các căn hộ trên đất do quân đội sở hữu ở Yangon. Tháng 2 năm 2023, CPĐKDT huy động được 4 triệu đô la sau khi bán quyền khai thác đá quý ở thị trấn Mogok.

## Thành viên CPĐKDT

### Lãnh đạo chủ chốt
| Chức danh                             | Họ tên                      | Chức vụ                          | Nhiệm kỳ            | Nhiệm kỳ    | Nhiệm kỳ         | Đảng                                                                               | Nguồn  |
| Chức danh                             | Họ tên                      | Chức vụ                          | Nhậm chức           | Mãn nhiệm   | Thời gian (ngày) | Đảng                                                                               | Nguồn  |
| ------------------------------------- | --------------------------- | -------------------------------- | ------------------- | ----------- | ---------------- | ---------------------------------------------------------------------------------- | ------ |
| Tổng thống                            | Win Myint (bị bỏ tù)        | Nguyên thủ quốc gia              | 16 tháng 4 năm 2021 | Đương nhiệm | 1463             | Liên minh Quốc gia vì Dân chủ                                                      | [ 45 ] |
| Phó Tổng thống, Quyền Tổng thống      | Duwa Lashi La               | Cấp phó nguyên thủ quốc gia      | 16 tháng 4 năm 2021 | Đương nhiệm | 1463             | Kachin National Consultative Assembly / Kachin Political Interim Coordination Team | [ 45 ] |
| Cố vấn nhà nước, Bộ trưởng Ngoại giao | Aung San Suu Kyi (bị bỏ tù) | Người đứng đầu chính phủ         | 16 tháng 4 năm 2021 | Đương nhiệm | 1463             | Liên minh Quốc gia vì Dân chủ                                                      | [ 45 ] |
| Thủ tướng                             | Mahn Win Khaing Than        | Cấp phó người đứng đầu chính phủ | 16 tháng 4 năm 2021 | Đương nhiệm | 1463             | Liên minh Quốc gia vì Dân chủ                                                      | [ 45 ] |

### Bộ trưởng, thứ trưởng
| Chức vụ                                                 | Họ tên                                 | Nhiệm kỳ            | Nhiệm kỳ            | Nhiệm kỳ         | Đảng                                                              | Nguồn  |
| Chức vụ                                                 | Họ tên                                 | Nhậm chức           | Mãn nhiệm           | Thời gian (ngày) | Đảng                                                              | Nguồn  |
| ------------------------------------------------------- | -------------------------------------- | ------------------- | ------------------- | ---------------- | ----------------------------------------------------------------- | ------ |
| Bộ trưởng Thương mại                                    | Khin Ma Ma Myo                         | 25 tháng 8 năm 2021 | Đương nhiệm         | 1332             | Không đảng phái                                                   | [ 45 ] |
| Bộ trưởng Truyền thông, Thông tin và Công nghệ          | Htin Linn Aung                         | 5 tháng 6 năm 2021  | Đương nhiệm         | 1413             | Không đảng phái                                                   | [ 45 ] |
| Bộ trưởng Quốc phòng                                    | Yee Mon                                | 16 tháng 4 năm 2021 | Đương nhiệm         | 1463             | Liên minh Quốc gia vì Dân chủ                                     | [ 45 ] |
| Thứ trưởng Quốc phòng                                   | Nai Kao Rot (Colonel Naing Kaung Yuat) | 16 tháng 4 năm 2021 | Đương nhiệm         | 1463             | New Mon State Party                                               | [ 45 ] |
| Bộ trưởng Giáo dục                                      | BS Zaw Wai Soe                         | 16 tháng 4 năm 2021 | Đương nhiệm         | 1463             | Không đảng phái                                                   | [ 45 ] |
| Bộ trưởng Y tế                                          | BS Zaw Wai Soe                         | 16 tháng 4 năm 2021 | Đương nhiệm         | 1463             | Không đảng phái                                                   | [ 45 ] |
| Thứ trưởng Giáo dục                                     | Ja Htoi Pan                            | 16 tháng 4 năm 2021 | Đương nhiệm         | 1463             | Kachin Political Interim Coordination Team                        | [ 45 ] |
| Thứ trưởng Giáo dục                                     | TS Sai Khaing Myo Tun                  | 3 tháng 5 năm 2021  | Đương nhiệm         | 1446             | Không đảng phái                                                   | [ 45 ] |
| Thứ trưởng Y tế                                         | TS Shwe Pon                            | 16 tháng 4 năm 2021 | Đương nhiệm         | 1463             | Liên minh Quốc gia vì Dân chủ                                     | [ 45 ] |
| Bộ trưởng Điện và Năng lượng                            | Soe Thura Tun                          | 5 tháng 6 năm 2021  | Đương nhiệm         | 1413             | Liên minh Quốc gia vì Dân chủ                                     | [ 45 ] |
| Thứ trưởng Điện và Năng lượng                           | Maw Htun Aung                          | 26 tháng 7 năm 2021 | Đương nhiệm         | 1362             | Shan Nationalities League for Democracy                           | [ 45 ] |
| Bộ trưởng Các vấn đề liên bang                          | TS Lian Hmung Sakhong                  | 16 tháng 4 năm 2021 | Đương nhiệm         | 1463             | Mặ trận Dân tộc Chin / Hội đồng Hiệp thương Dân tộc Chin lâm thời | [ 45 ] |
| Thứ trưởng Các vấn đề liên bang                         | Chit Tun                               | 16 tháng 4 năm 2021 | Đương nhiệm         | 1463             | Mặt trận Dân tộc Nhân dân Giải phóng Karenni                      | [ 45 ] |
| Thứ trưởng Các vấn đề liên bang                         | Maing Win Htoo                         | 16 tháng 4 năm 2021 | Đương nhiệm         | 1463             | Đảng Dân tộc Ta'ang                                               | [ 45 ] |
| Bộ trưởng Ngoại giao                                    | Zin Mar Aung                           | 16 tháng 4 năm 2021 | Đương nhiệm         | 1463             | Liên minh Quốc gia vì Dân chủ                                     | [ 45 ] |
| Thứ trưởng Ngoại giao                                   | Moe Zaw Oo                             | 16 tháng 4 năm 2021 | Đương nhiệm         | 1463             | Liên minh Quốc gia vì Dân chủ                                     | [ 45 ] |
| Bộ trưởng Nội vụ và Nhập cư                             | Lwin Ko Latt                           | 16 tháng 4 năm 2021 | Đương nhiệm         | 1463             | Liên minh Quốc gia vì Dân chủ                                     | [ 45 ] |
| Thứ trưởng Nội vụ và Nhập cư                            | Khu Hte Bu                             | 16 tháng 4 năm 2021 | Đương nhiệm         | 1463             | Đảng Tiến bộ Dân tộc Karenni                                      | [ 45 ] |
| Bộ trưởng Nhân đạo và Quản lý thiên tai                 | Win Myat Aye                           | 16 tháng 4 năm 2021 | Đương nhiệm         | 1463             | Liên minh Quốc gia vì Dân chủ                                     | [ 45 ] |
| Thứ trưởng Nhân đạo và Quản lý thiên tai                | Naw Htoo Phaw                          | 16 tháng 4 năm 2021 | Đương nhiệm         | 1463             | Không đảng phái                                                   | [ 45 ] |
| Bộ trưởng Nhân quyền                                    | Aung Myo Min                           | 3 tháng 5 năm 2021  | Đương nhiệm         | 1446             | Không đảng phái                                                   | [ 45 ] |
| Thứ trưởng Nhân quyền                                   | Ba Ham Htan                            | 3 tháng 5 năm 2021  | Đương nhiệm         | 1446             | Đảng Lãnh thổ Mới Kayan                                           | [ 45 ] |
| Thứ trưởng Nhân quyền                                   | Aung Kyaw Moe                          | 1 tháng 7 năm 2023  | Đương nhiệm         | 1 năm, 291 ngày  | Không đảng phái                                                   | [ 45 ] |
| Bộ trưởng Hợp tác quốc tế                               | BS Sasa                                | 16 tháng 4 năm 2021 | Đương nhiệm         | 1463             | Liên minh Quốc gia vì Dân chủ                                     | [ 45 ] |
| Thứ trưởng Hợp tác quốc tế                              | Hkaung Naw                             | 3 tháng 5 năm 2021  | 6 tháng 11 năm 2022 |                  | Không đảng phái                                                   | [ 45 ] |
| Thứ trưởng Hợp tác quốc tế                              | David Gum Awng                         | 6 tháng 11 năm 2022 | Đương nhiệm         | 2 năm, 168 ngày  | Không đảng phái                                                   | [ 45 ] |
| Bộ trưởng Lao động                                      | Nai Suwanna                            | 3 tháng 5 năm 2021  | Đương nhiệm         | 1446             | Cựu đảng viên Đảng Đoàn kết Mon                                   | [ 45 ] |
| Thứ trưởng Labour                                       | Kyaw Ni                                | 3 tháng 5 năm 2021  | Đương nhiệm         | 1446             | Liên đoàn Lao động toàn Miến Điện                                 | [ 45 ] |
| Bộ trưởng Tài nguyên thiên nhiên và Bảo tồn môi trường  | TS Hkalen Tu Hkawng                    | 16 tháng 4 năm 2021 | Đương nhiệm         | 1463             | Không đảng phái                                                   | [ 45 ] |
| Thứ trưởng Tài nguyên thiên nhiên và Bảo tồn môi trường | Khun Bedu                              | 16 tháng 4 năm 2021 | 28 tháng 7 năm 2023 | 832              | Đảng Dân tộc Kayan                                                | [ 45 ] |
| Thứ trưởng Tài nguyên thiên nhiên và Bảo tồn môi trường | Khun Saw Hpu                           | 28 tháng 7 năm 2023 | Đương nhiệm         | 631              |                                                                   | [ 45 ] |
| Bộ trưởng Tư pháp                                       | Thein Oo                               | 5 tháng 6 năm 2021  | Đương nhiệm         | 1413             | Không đảng phái                                                   | [ 45 ] |
| Bộ trưởng Kế hoạch, Tài chính và Đầu tư                 | Tin Tun Naing                          | 16 tháng 4 năm 2021 | Đương nhiệm         | 1463             | Liên minh Quốc gia vì Dân chủ                                     | [ 45 ] |
| Thứ trưởng Kế hoạch, Tài chính và Đầu tư                | Min Zayar Oo                           | 16 tháng 4 năm 2021 | Đương nhiệm         | 1463             | Cựu đảng viên Đảng Đoàn kết Mon                                   | [ 45 ] |
| Bộ trưởng Phụ nữ, Thanh niên và Trẻ em                  | Naw Susanna Hla Hla Soe                | 16 tháng 4 năm 2021 | Đương nhiệm         | 1463             | Liên minh Quốc gia vì Dân chủ                                     | [ 45 ] |
| Thứ trưởng Phụ nữ, Thanh niên và Trẻ em                 | Ei Thinzar Maung                       | 16 tháng 4 năm 2021 | Đương nhiệm         | 1463             | Cựu đảng viên Đảng Dân chủ vì Xã hội Mới                          | [ 45 ] |
| Tổng kiểm toán liên bang                                | Toe Aung                               | 26 tháng 7 năm 2021 | Đương nhiệm         | 1362             | Không đảng phái                                                   | [ 45 ] |